# Canehan
Canehan település Franciaországban, Seine-Maritime megyében. Lakosainak száma 380 fő (2022. január 1.). Canehan Saint-Martin-le-Gaillard, Touffreville-sur-Eu és Petit-Caux községekkel határos.

## Népesség
A település népességének változása:
| Lakosok száma | 329  | 349  | 359  | 364  | 368  | 377  | 383  | 381  | 380  |
|               | 2013 | 2015 | 2016 | 2017 | 2018 | 2019 | 2020 | 2021 | 2022 |